# Aurélien Fontenoy
Aurélien Fontenoy (11 de diciembre de 1989) es un deportista francés que compite en ciclismo en la modalidad de trials, ganador de tres medallas de plata en el Campeonato Mundial de Ciclismo de Montaña entre los años 2012 y 2014, y dos medallas de bronce en el Campeonato Europeo de Ciclismo de Montaña, en los años 2013 y 2016.

## Palmarés internacional
| Campeonato Mundial | Campeonato Mundial             | Campeonato Mundial | Campeonato Mundial |
| Año                | Lugar                          | Medalla            | Competición        |
| ------------------ | ------------------------------ | ------------------ | ------------------ |
| 2012               | Leogang/Saalfelden ( Austria)  | Medalla de plata   | Trials 26″         |
| 2013               | Pietermaritzburg ( Sudáfrica)  | Medalla de plata   | Trials 20″         |
| 2014               | Hafjell/Lillehammer ( Noruega) | Medalla de plata   | Trials 26″         |
| Campeonato Europeo |                                |                    |                    |
| Año                | Lugar                          | Medalla            | Competición        |
| 2013               | Berna ( Suiza)                 | Medalla de bronce  | Trials 26″         |
| 2016               | Le Puy-en-Velay ( Francia)     | Medalla de bronce  | Trials 26″         |